# Кальченко Володимир Віталійович
Кальченко Володимир Віталійович (нар. 1 серпня 1974 року в м. Луганськ, Україна) — доктор технічних наук, професор, проректор з науково-педагогічної роботи Чернігівського національного технологічного університету.

## Біографія
Кальченко Володимир Віталійович народився у родині інженерів.
- В 1991 році закінчив середню школу № 30 м. Чернігова
- 1991—1996 р.р. студент денної форми навчання Чернігівського технологічного інституту, механічного факультету за спеціальністю «Металорізальні верстати та системи», освітньо-кваліфікаційний рівень «спеціаліст», за фахом інженер-механік
- 1996—1998 р.р. аспірант кафедри «Металорізальні верстати та системи» Чернігівського технологічного інституту
- 1998 р. — достроково захистив кандидатську дисертацію на тему «Підвищення ефективності двостороннього шліфування торців циліндричних деталей орієнтованими абразивними кругами» за спеціальністю 05.03.01 — «Процеси механічної обробки, верстати та інструменти» у спеціалізованій вченій раді Д 02.09.01 Харківського державного політехнічного університету «ХПІ»
- 1999 р. — отримав вчене звання доцента кафедри «Металорізальні верстати та системи»
- У 2006 р. захистив докторську дисертацію на тему «Наукові основи ефективного шліфування зі схрещеними осями абразивного інструменту та оброблюваної деталі» за спеціальністю 05.03.01 — «Процеси механічної обробки, верстати та інструменти» у спеціалізованій вченій раді Д 64.050.12 Національного технічного університету «Харківський політехнічний інститут»
- 2008 р. — отримав вчене звання професора кафедри «Інтегровані технології машинобудування і автомобілі»

## Трудова діяльність
- 1995—1996 р.р. інженер госпрозрахункової договірної теми № 398 «Розробка технології одночасного шліфування двох торців пружин»
- 1996—1998 р.р. інженер держбюджетної науково-дослідної теми № 47/96 «Дослідження процесу одночасного шліфування периферією та торцем орієнтованого інструмента»
- 1998—1999 р.р. асистент кафедри «Металорізальні верстати та систе-ми» Чернігівського державного технологічного університету
- 1999—2008 р.р. доцент кафедри «Металорізальні верстати та системи» Чернігівського державного технологічного університету
- з 2008 року професор кафедри «Інтегровані технології машинобудування і автомобілі» Чернігівського державного технологічного університету
- З 2008 року Кальченко В. В. є головою науково-технічної ради Чернігівського державного технологічного університету
- Стипендіат Кабінету Міністрів України 2006—2008 р.
- Грант Президента України GP/F26/0186 — 2008 р.

Під науковим керівництвом Кальченка В. В. підготовлено до захисту двох аспірантів. Захист обох аспірантів відбудеться у цьому навчальному році.

## Керівна робота
- 1998—1999 р.р. заступник відповідального секретаря приймальної комісії Чернігівського державного технологічного університету
- 1999—2001 р.р. відповідальний секретар приймальної комісії Чернігівського державного технологічного університету
- 2001—2003 р.р. проректор з навчально-виховної роботи Чернігівського інституту інформації бізнесу і права Міжнародного науково-технічного університету
- 2003—2008 р.р. декан факультету післядипломної освіти та підвищення кваліфікації Чернігівського державного технологічного університету
- З 2008 року по теперішній час — проректор з науково-педагогічної роботи Чернігівського національного технологічного університету

## Публікації
Кальченко В. В. має 147 наукових праць, з них: 4 монографії, 10 навчальних посібників з грифом МОН України, 124 статті у наукових фахових виданнях України, 21 патент України.

##### Монографії
- Грабченко А. І., Кальченко В. І., Кальченко В. В. Шлифование со скрещивающимися осями инструмента и детали (Монография). — Чернігів: ЧДТУ, 2009. — 356 с.
- Кальченко В. І., Кальченко В. В., Венжега В. І. Торцеве шліфування зі схрещеними осями інструмента і деталі (Монографія). — Чернігів: ЧДТУ, 2013. — 326 с.
- Кальченко В. І., Кальченко В. В., Кальченко Д. В. Математичне 3D модулювання процесу круглого шліфування зі схрещеними осями інструменту та деталі (Монографія). — Чернігів: ЧДТУ, 2014. — 326 с.
- Грабченко А. І., Кальченко В. І., Кальченко В. В. Шлифование со скрещивающимися осями инструмента и детали. Издание 2-е, дополненное. (Монография). — Чернигов: ЧНТУ, 2015. — 504 с.

##### Навчальні посібники
- Кальченко В. І., Кальченко В. В., Венжега В. І. Відновлення деталей автомобілів: Навчальний посібник, рекомендовано МОНУ. — Чернігів: ЧДТУ, 2012. — 193 с.
- Кальченко В. І., Кальченко В. В. Математичне моделювання процесів та точності шліфування зі схрещеними осями інструменту та деталі: Навчальний посібник. — Чернігів: ЧДТУ, 2013. — 420 с.
- Кальченко В. І., Кальченко В. В., Пасов Г. В. Використання теорії планування експериментів в експериментальних методах дослідження: Навчальний посібник. — Чернігів: ЧДТУ, 2013. — 250 с.
- Кальченко В. І., Кальченко В. В., Пасов Г. В. Теоретичне та експериментальне дослідження змінних процесів при шліфуванні: Навчальний посібник. — Чернігів: ЧДТУ, 2013. — 252 с.
- Кальченко В. І. Вступ до фаху: «Металорізальні верстати та системи»: навчальний посібник. / Кальченко В. І., Кальченко В. В., Венжега В. І., Слєднікова О. С. — Чернігів: ЧНТУ, 2015. — 136 с.
- Кальченко В. І., Кальченко В. В., Пасов Г. В., Чередніков О. М. Елементи математичних теорій моделювання технічних систем: Навчальний посібник. — Чернігів: ЧНТУ, 2015. — 336 с.

## Практичне значення наукових розробок
Наукові розробки Кальченка В. В. впроваджені у виробництво на наступних підприємствах України:
- Харківському заводі верстатобудування ВАТ «ХАРВЕРСТ»
- ВАТ «Новокраматорський машинобудівний завод» (м. Краматорськ)
- Чернігівському ВАТ «ЧЕКСІЛ-Аріадна»
- Чернігівському науково-виробничому об'єднанні «МАГР»
- Прилуцькому заводі «ПОЖСПЕЦМАШ»

## Відзнаки
- 2000 р. — нагороджений дипломом номінанту Чернігівської обласної молодіжної премії «Молодь-престиж 2000» в номінації «Молодий науковець року»
- 2002 р. — отримав почесну грамоту Чернігівської обласної державної адміністрації «За сумлінну працю в ім'я незалежної України»
- 2005 р. — лауреат премії Кабінету Міністрів України «За розбудову держави» в номінації «За наукові досягнення»
- 2008 р. — нагороджений почесною грамотою президії обласного комітету профспілки працівників державних установ "За значний особистий внесок в розвиток державної служби та активну участь в підготовці та організації проведення щорічного Всеукраїнського конкурсу «Найкращий державний службовець»
- 2008 — лауреат Премії Верховної Ради України найталановитішим молодим ученим в галузі фундаментальних і прикладних досліджень та науково-технічних розробок